# 1981年の野球
1981年の野球（1981ねんのやきゅう）では、1981年の野球界における動向をまとめる。

## 競技結果

### 日本プロ野球

#### ペナントレース

##### セ・リーグ
| 順位 | 球団               | 勝 | 敗 | 分 | 勝率 | 差   |
| 1位  | 読売ジャイアンツ   | 73 | 48 | 9  | .603 | 優勝 |
| 2位  | 広島東洋カープ     | 67 | 54 | 9  | .554 | 6.0  |
| 3位  | 阪神タイガース     | 67 | 58 | 5  | .536 | 8.0  |
| 4位  | ヤクルトスワローズ | 56 | 58 | 16 | .491 | 13.5 |
| 5位  | 中日ドラゴンズ     | 58 | 65 | 7  | .472 | 16.0 |
| 6位  | 横浜大洋ホエールズ | 42 | 80 | 8  | .344 | 31.5 |

##### パ・リーグ
| 順位 | 球団                 | 勝 | 敗 | 分 | 勝率 | 差   |
| 1位  | ロッテオリオンズ     | 35 | 26 | 4  | .574 | 優勝 |
| 2位  | 西武ライオンズ       | 33 | 28 | 4  | .541 | 2.0  |
| 3位  | 阪急ブレーブス       | 32 | 30 | 3  | .516 | 3.5  |
| 4位  | 日本ハムファイターズ | 31 | 31 | 3  | .500 | 4.5  |
| 5位  | 南海ホークス         | 29 | 32 | 4  | .475 | 6.0  |
| 6位  | 近鉄バファローズ     | 25 | 38 | 2  | .397 | 11.0 |

| 順位 | 球団                 | 勝 | 敗 | 分 | 勝率 | 差   |
| 1位  | 日本ハムファイターズ | 37 | 23 | 5  | .617 | 優勝 |
| 2位  | 阪急ブレーブス       | 36 | 28 | 1  | .563 | 3.0  |
| 3位  | ロッテオリオンズ     | 28 | 31 | 6  | .475 | 8.5  |
| 4位  | 近鉄バファローズ     | 29 | 34 | 2  | .460 | 9.5  |
| 5位  | 西武ライオンズ       | 28 | 33 | 4  | .459 | 9.5  |
| 6位  | 南海ホークス         | 24 | 33 | 8  | .421 | 11.5 |

| 順位 | 球団                 | 勝 | 敗 | 分 | 勝率 | 差   |
| 1位  | 日本ハムファイターズ | 68 | 54 | 8  | .557 | 優勝 |
| 2位  | 阪急ブレーブス       | 68 | 58 | 4  | .540 | 2.0  |
| 3位  | ロッテオリオンズ     | 63 | 57 | 10 | .525 | 4.0  |
| 4位  | 西武ライオンズ       | 61 | 61 | 8  | .500 | 7.0  |
| 5位  | 南海ホークス         | 53 | 65 | 12 | .449 | 13.0 |
| 6位  | 近鉄バファローズ     | 54 | 72 | 4  | .429 | 16.0 |

*優勝はプレーオフで決定。2位以下はプレーオフの結果に関係なく勝率順で決定

#### パシフィック・リーグプレーオフ
| 日付                           | 試合  | ビジター球団（先攻） | スコア   | ホーム球団（後攻）   | 開催球場   |
| 10月7日（水）                  | 第1戦 | 日本ハムファイターズ | 1 - 0    | ロッテオリオンズ     | 川崎球場   |
| 10月8日（木）                  | 第2戦 | 雨天中止             | 雨天中止 | 雨天中止             | 川崎球場   |
| 10月9日（金）                  | 第2戦 | 雨天中止             | 雨天中止 | 雨天中止             | 川崎球場   |
| 10月10日（土）                 | 第2戦 | 日本ハムファイターズ | 5 - 5    | ロッテオリオンズ     | 川崎球場   |
| 10月11日（日）                 | 第3戦 | ロッテオリオンズ     | 1 - 4    | 日本ハムファイターズ | 後楽園球場 |
| 10月12日（月）                 | 第4戦 | ロッテオリオンズ     | 11 - 6   | 日本ハムファイターズ | 後楽園球場 |
| 10月13日（火）                 | 第5戦 | ロッテオリオンズ     | 4 - 8    | 日本ハムファイターズ | 後楽園球場 |
| 年間優勝：日本ハムファイターズ |       |                      |          |                      |            |

#### 日本シリーズ
| 日付                                    | 試合   | ビジター球団（先攻） | スコア   | ホーム球団（後攻）   | 開催球場   |
| --------------------------------------- | ------ | -------------------- | -------- | -------------------- | ---------- |
| 10月17日（土）                          | 第1戦  | 読売ジャイアンツ     | 5 - 6    | 日本ハムファイターズ | 後楽園球場 |
| 10月18日（日）                          | 第2戦  | 読売ジャイアンツ     | 2 - 1    | 日本ハムファイターズ | 後楽園球場 |
| 10月19日（月）                          | 休養日 | 休養日               | 休養日   | 休養日               | 休養日     |
| 10月20日（火）                          | 第3戦  | 日本ハムファイターズ | 3 - 2    | 読売ジャイアンツ     | 後楽園球場 |
| 10月21日（水）                          | 第4戦  | 日本ハムファイターズ | 2 - 8    | 読売ジャイアンツ     | 後楽園球場 |
| 10月22日（木）                          | 第5戦  | 雨天中止             | 雨天中止 | 雨天中止             | 後楽園球場 |
| 10月23日（金）                          | 第5戦  | 日本ハムファイターズ | 0 - 9    | 読売ジャイアンツ     | 後楽園球場 |
| 10月24日（土）                          | 休養日 | 休養日               | 休養日   | 休養日               | 休養日     |
| 10月25日（日）                          | 第6戦  | 読売ジャイアンツ     | 6 - 3    | 日本ハムファイターズ | 後楽園球場 |
| 優勝：読売ジャイアンツ（8年ぶり16回目） |        |                      |          |                      |            |

#### 個人タイトル
|                               | セントラル・リーグ | セントラル・リーグ | セントラル・リーグ | パシフィック・リーグ | パシフィック・リーグ | パシフィック・リーグ |
| タイトル                      | 選手               | 球団               | 成績               | 選手                 | 球団                 | 成績                 |
| ----------------------------- | ------------------ | ------------------ | ------------------ | -------------------- | -------------------- | -------------------- |
| 最優秀選手                    | 江川卓             | 巨人               |                    | 江夏豊               | 日本ハム             |                      |
| 最優秀新人                    | 原辰徳             | 巨人               |                    | 石毛宏典             | 西武                 |                      |
| 最優秀投手                    | 江川卓             | 巨人               |                    |                      |                      |                      |
| 沢村栄治賞                    | 西本聖             | 巨人               |                    |                      |                      |                      |
| 首位打者                      | 藤田平             | 阪神               | .358               | 落合博満             | ロッテ               | .326                 |
| 最多本塁打                    | 山本浩二           | 広島               | 43本               | T.ソレイタ 門田博光  | 日本ハム 南海        | 44本                 |
| 最多打点                      | 山本浩二           | 広島               | 103打点            | T.ソレイタ           | 日本ハム             | 108打点              |
| 最多盗塁                      | 青木実             | ヤクルト           | 34盗塁             | 福本豊               | 阪急                 | 54盗塁               |
| 最多安打                      | J.ライトル         | 広島               | 157安打            | 藤原満               | 南海                 | 154安打              |
| 最多出塁数(セ) 最高出塁率(パ) | 掛布雅之           | 阪神               | 243出塁            | 門田博光             | 南海                 | .434                 |
| 最多勝利打点                  | 佐野仙好           | 阪神               | 15打点             | T.ソレイタ           | 日本ハム             | 17打点               |
| 最優秀防御率                  | 江川卓             | 巨人               | 2.29               | 岡部憲章             | 日本ハム             | 2.70                 |
| 最多勝利                      | 江川卓             | 巨人               | 20勝               | 今井雄太郎 村田兆治  | 阪急 ロッテ          | 19勝                 |
| 最多奪三振                    | 江川卓             | 巨人               | 221奪三振          | 村田兆治             | ロッテ               | 154奪三振            |
| 最高勝率                      | 江川卓             | 巨人               | .769               | 間柴茂有             | 日本ハム             | 1.000                |
| 最優秀救援投手                | 角三男             | 巨人               | 28SP               | 江夏豊               | 日本ハム             | 28SP                 |

#### ベストナイン
|          | セントラル・リーグ | セントラル・リーグ | パシフィック・リーグ | パシフィック・リーグ |
| 守備位置 | 選手               | 球団               | 選手                 | 球団                 |
| -------- | ------------------ | ------------------ | -------------------- | -------------------- |
| 投手     | 江川卓             | 巨人               | 村田兆治             | ロッテ               |
| 捕手     | 山倉和博           | 巨人               | 梨田昌崇             | 近鉄                 |
| 一塁手   | 藤田平             | 阪神               | 柏原純一             | 日本ハム             |
| 二塁手   | 篠塚利夫           | 巨人               | 落合博満             | ロッテ               |
| 三塁手   | 掛布雅之           | 阪神               | 有藤道世             | ロッテ               |
| 遊撃手   | 山下大輔           | 大洋               | 石毛宏典             | 西武                 |
| 外野手   | 山本浩二           | 広島               | テリー               | 西武                 |
| 外野手   | J.ライトル         | 広島               | 福本豊               | 阪急                 |
| 外野手   | 田尾安志           | 中日               | 島田誠               | 日本ハム             |
| 指名打者 |                    |                    | 門田博光             | 南海                 |

#### ダイヤモンドグラブ賞
|          | セントラル・リーグ | セントラル・リーグ | パシフィック・リーグ | パシフィック・リーグ |
| 守備位置 | 選手               | 球団               | 選手                 | 球団                 |
| -------- | ------------------ | ------------------ | -------------------- | -------------------- |
| 投手     | 西本聖             | 巨人               | 山田久志             | 阪急                 |
| 捕手     | 山倉和博           | 巨人               | 梨田昌崇             | 近鉄                 |
| 一塁手   | 藤田平             | 阪神               | 柏原純一             | 日本ハム             |
| 二塁手   | 篠塚利夫           | 巨人               | 山崎裕之             | 西武                 |
| 三塁手   | 掛布雅之           | 阪神               | 藤原満               | 南海                 |
| 遊撃手   | 山下大輔           | 大洋               | 石毛宏典             | 西武                 |
| 外野手   | J.ライトル         | 広島               | 島田誠               | 日本ハム             |
| 外野手   | 山本浩二           | 広島               | 福本豊               | 阪急                 |
| 外野手   | 松本匡史           | 巨人               | 簑田浩二             | 阪急                 |

### 高校野球
- 第53回選抜高等学校野球大会優勝：PL学園（大阪）
- 第63回全国高等学校野球選手権大会優勝：報徳学園（兵庫）

### 大学野球
- 第30回全日本大学野球選手権大会優勝：明治大
- 第12回明治神宮野球大会優勝：法政大

- 東京六大学野球連盟優勝 春：明治大、秋：法政大
- 東都大学野球連盟優勝 春：亜細亜大、秋：専修大
- 関西大学野球連合優勝 春：近畿大、秋：近畿大

### 社会人野球
- 第52回都市対抗野球大会優勝：電電東京
- 第8回社会人野球日本選手権大会優勝：富士重工業

### メジャーリーグ
- ワールドシリーズ
  - ロサンゼルス・ドジャース（ナ・リーグ） （4勝2敗） ニューヨーク・ヤンキース（ア・リーグ）

## できごと

### 1月
- 1月8日 - 近鉄はチャーリー・マニエルを自由契約としたと発表。契約交渉で折り合いがつかなかったため、マニエルの意向を受け球団が自由契約を認めた[3]。
- 1月9日 - 阪神はスティーブン・ラムの入団を発表。イタリア国籍であり、プロ野球史上初となるヨーロッパ出身の選手となった。球団は「第3の外国人選手」として二軍で育成する方針[4]。
- 1月10日 - プロ、アマ合同の日本野球規則委員会が東京・本郷の旅館「天竜」にて開かれ、今季からセントラル・パシフィック両リーグに「勝利打点」を新設することを決定[5]。
- 1月23日 - 野球体育博物館に表彰、掲額される野球人を選手する1981年度の競技者表彰委員会が開かれ、記者投票の結果を開票した結果、岩本義行と飯田徳治が選出される[6]。

### 2月
- 2月2日 - 神宮球場専門委員会が神宮球場会議室にて開かれ、今年から球場のフェンス広告の全廃、使用料金のプロ、アマ平均20パーセントの値上げを決定[7]。
- 2月3日 - 野球体育博物館に表彰掲載される人物を選ぶ特別表彰委員会が12時から東京・九段下のホテルグランドパレスにて開かれ、故佐伯達夫、故小川正太郎を選出[8]。
- 2月11日 - 大洋はカリフォルニア・エンゼルスの3A・ソルトレイクシティーのジェームス・ピータースの入団を発表[9]。
- 2月17日 - 元巨人、阪神の監督の藤本定義が7時、神戸市内の自宅にて脳出血のため死去[10]。
- 2月18日 - 巨人は選手兼任だった阿野鉱二バッテリー兼任トレーニングコーチと、キャンプ中に二軍打撃コーチ補佐となった原田治明を任意引退とし、これにより阿野、原田はともにコーチ専任となった[11]。
- 2月24日 - 中日は名古屋市中区の中日新聞の本社にて株主総会の後、役員会を開き、オーナーの小山武夫が退任し中日新聞本社社長の加藤巳一郎が新オーナーに、専務取締役の中川清が退任し参与になると決定[12]。

### 3月
- 3月6日 - 広島は3A・デンバーのアート・ガードナーの入団を発表[13]。
- 3月11日 - パ・リーグは理事会を開き、今年より最優秀救援投手勝利投手とは別にファイヤマン賞を設け表彰することを決定[14]。
- 3月12日 - 中日はオークランド・アスレチックスの3A・オグデンのレイ・コージーの入団を発表。1年契約、年俸1400万円（推定）[15]。
- 3月26日 - セ・リーグは東京・銀座の連盟事務所にて理事会を開き、優れた救援投手を表彰するファイヤマン賞を新設することを決定。また今季で1950年のリーグ発足以来通算観客動員数が2億人を突破する見込みであることから、記念の催しを行うことを決定[16]。
- 3月27日 - 第53回選抜高等学校野球大会が阪神甲子園球場で開幕。
- 3月31日 - 阪急は大阪・梅田の球団事務所にて3A・タコマのウェイン・ケージの入団を発表[17]。
- 後楽園球場に日本初のオーロラビジョンが設置された[18]。

### 4月
- 4月1日 - 西武と南海はジム・タイロンと名取和彦のトレードが成立したと発表[19]。
- 4月4日 - プロ野球がセ・パ同時開幕[20]。
- 4月6日 - 巨人は島本啓次郎の近鉄への金銭トレードが成立したと発表[21]。
- 4月8日 - 第53回選抜高等学校野球大会の決勝戦が甲子園球場で行われ、大阪府のPL学園が千葉県の印旛高校を2-1で破り、選抜大会初の優勝[22]。
- 4月9日 - 巨人の新浦寿夫が横浜スタジアムでの対大洋3回戦の三回裏に前泊哲明から三振を奪い、プロ通算1000奪三振を達成[23]。
- 4月11日 - 巨人の定岡正二が甲子園球場での対阪神2回戦に先発し、初回先頭打者の北村照文に二塁打を打たれるも、後の打者を27人連続で打ち取り1-0で完封勝利を収める「準完全試合」となる[24][25]。
- 4月15日
  - 南海の阪本敏三が球団事務所を訪ね今後の話し合いをし、任意引退することに[26]。
  - ヤクルトの若松勉が後楽園球場での対巨人2回戦の九回表に2号本塁打を打ち、プロ通算150本塁打を達成[27]。
- 4月17日 - 阪神の深沢恵雄とロッテの福間納の交換トレードが成立したと阪神、ロッテ両球団が発表[28]。
- 4月22日
  - 阪急の高井保弘が西宮球場での対近鉄3回戦の5回裏に小林晋哉の代打として登場して1号3ラン本塁打を放ち、これで通算の代打本塁打が24本となり、自身が持つプロ野球の代打本塁打の通算記録を更新[29]。
  - 中日の谷沢健一がナゴヤ球場での対阪神4回戦の八回裏に5号本塁打を打ち、プロ通算150本塁打を達成[30]。
- 4月28日
  - 広島の山本浩二が広島球場での対中日4回戦の1回裏に7号本塁打を放ち、プロ通算350本塁打を達成[31]。
  - 巨人の堀内恒夫が神宮球場での対ヤクルト3回戦に先発し、2回裏一死で大杉勝男を三振に打ち取り、プロ通算3000イニング登板を達成[32]。
  - 阪神の小林繁が横浜スタジアムでの対大洋3回戦に先発し延長10回を完投し4-2で今季初勝利を挙げ、プロ通算100勝を達成[33]。
- 4月29日 - ロッテのレオン・リーが西宮球場での対阪急前期5回戦の二回表に5号本塁打を打ち、プロ野球通算100本塁打を達成[34]。

### 5月
- 5月2日 - 近鉄の羽田耕一が日生球場での対西武4回戦に先発出場し、プロ通算1000試合出場を達成[35]。
- 5月6日 - 日本ハムの江夏豊が後楽園球場での対阪急5回戦の8回表1死より登板して3セーブ目をあげ、プロ通算100セーブを達成[36]。
- 5月19日 - 日本ハムの江夏豊が平和台球場での対南海6回戦でリリーフ登板して5セーブ目をあげ、史上はじめてセ・パ全球団からセーブを記録[37]。
- 5月21日 - 阪急の福本豊が西武球場での対西武9回戦でサイクルヒットを達成[38]。
- 5月31日 - 阪急の加藤英司が藤井寺球場での対近鉄10回戦の8回表に3号本塁打を放ち、プロ通算250本塁打を達成[39]。

### 6月
- 6月3日 - 西武の大田卓司が西京極球場での対阪急11回戦の4回表に12号本塁打を放ち、プロ通算100本塁打を達成[40]。
- 6月4日 - 大洋の野村収が神宮球場での対ヤクルト10回戦で3勝目を挙げ、プロ通算100勝を達成[41]。
- 6月8日 - 後楽園球場にて巨人対阪神第11回戦が行われ、巨人が阪神に5-8と敗戦し球団創設以来通算2000敗を記録[42]。
- 6月18日 - 広島の山本浩二が広島球場での対巨人15回戦の6回裏に二塁打を打ち、プロ通算3000塁打を達成[43]。
- 6月25日 - ロッテ対西武の12回戦が川崎球場で行われ、ロッテが西武に2-1と勝利、阪急対日本ハムの13回戦が西宮球場で行われ阪急が0-4と敗戦し、ロッテの前期優勝が決まる[44]。

### 7月
- 7月1日 - パ・リーグの前期日程が終了、未消化の試合は後期終了後に行うことに[45]。
- 7月3日 - パ・リーグの後期が開幕。
- 7月8日 - 大洋の中塚政幸が横浜球場での対阪神14回戦の4回裏に代打として出場し、プロ通算1000試合出場を達成[46]。
- 7月19日
  - 日本ハムの柏原純一が平和台球場での対西武3回戦の6回裏に、敬遠気味の高め球を強振し、左中間スタンドに飛び込む7号本塁打となる[47]。
  - 広島のアート・ガードナーが横浜球場での対大洋12回戦の4回表に3ラン本塁打を放つも、大洋の捕手の辻恭彦がガードナーは本塁ベースを踏んでいないと球審の鈴木徹にアピールして認められたため、ガードナーがアピールアウトとなり、「3ラン本塁打」は「2点三塁打」となる[48]。
- 7月21日
  - ヤクルトの大杉勝男が浜松球場での対中日16回戦の1回表に二塁打を放ち、プロ通算2000安打を達成[49]。
  - 広島の衣笠祥雄が甲子園球場での対阪神14回戦の2回表に16号本塁打を放ち、プロ通算3000塁打を達成。史上17人目[50]。
- 7月23日 - パ・リーグ会長の工藤信一良が脊髄腫瘍のため東京都内の病院にて亡くなる[51]。
- 7月31日
  - 南海の門田博光が大阪球場での対西武後期4回戦の3回裏に27号本塁打を放ち、プロ野球の月間最多本塁打数新記録となる16本を達成[52]。
  - ヤクルトの大杉勝男が神宮球場での対大洋15回戦に出場し、プロ通算2000試合出場を達成[53]。

### 8月
- 8月1日
  - 日本ハムの高橋一三が札幌円山球場での対近鉄後期5回戦で10勝目を挙げ、プロ通算150勝を達成[54]。
  - 南海の門田博光が大阪球場での対西武後期5回戦で6回裏に28号2点本塁打を放ち、プロ通算250本塁打を達成。史上19人目[55]。
- 8月2日
  - 第52回都市対抗野球大会の決勝戦が後楽園球場での行われ、東京都代表の電電東京が川崎市の東芝を3-2で下し、大会初優勝[56]。
  - 広島の山本浩二が広島球場での対中日19回戦の1回裏に31号本塁打を放ち、プロ通算1000打点を達成[57]。
- 8月4日 - 阪神の小林繁が横浜球場での対大洋16回戦の4回裏に屋鋪要から三振を奪い、プロ通算1000奪三振を達成[58]。
- 8月5日 - 巨人はナゴヤ球場での対中日17回戦の1回表に得点を挙げ、セ・リーグ新記録となる144試合連続得点を達成[59]。
- 8月6日 - ロッテの村田兆治が宮城球場での対日本ハム後期6回戦で17勝目を挙げ、プロ通算150勝を達成[60]。
- 8月7日 - 阪神の掛布雅之がナゴヤ球場での対中日17回戦の第一打席から第三打席まで3打席連続で安打を放ち、5日の対大洋17回戦の第二打席から10打数連続安打のプロ野球タイ記録。第四打席でショートゴロに倒れ記録は10でストップ[61]。
- 8月8日 - 第63回全国高等学校野球選手権大会が阪神甲子園球場にて開幕。
- 8月10日 - 西武の山崎裕之が西武球場での対ロッテ後期5回戦の3回裏に二塁打を放ち、プロ通算300二塁打を達成[62]。
- 8月11日 - 阪急の中沢伸二が日生球場での対近鉄4回戦に出場し、プロ通算1000試合出場を達成[63]。
- 8月20日 - 広島の山本浩二が広島市民球場での対巨人24回戦の1回裏に水谷実雄の左前安打で二塁から生還し、プロ通算1000得点を達成。史上14人目[64]。
- 8月21日 - 第63回全国高等学校野球選手権大会の決勝戦が甲子園球場で行われ、兵庫県代表の報徳学園が京都府代表の京都商を2-0で破り初優勝[65]。
- 8月26日
  - 阪急の山田久志が西武球場での対西武後期7回戦の1回裏に西武の山崎裕之から三振を奪い、プロ通算1500奪三振を達成[66]。また、阪急の福本豊が9回表に二盗、三盗を決め、プロ通算850盗塁を達成[67]。
  - 大洋の福島久晃が広島市民球場での対広島14回戦に出場し、プロ通算1000試合出場を達成[68]。
  - 中日の富田勝が後楽園球場での対巨人19回戦の5回表に加藤初から本塁打を放ち、史上2人目となる全球団から本塁打を達成。また、中日の宇野勝が7回裏の守備にて、山本功児が打った飛球を捕球出来ずボールが頭部を直撃し失策となるアクシデント（宇野ヘディング事件）[69]。
- 8月27日 -　阪神は大阪市内の球団事務所で記者会見し、江本孟紀を任意引退選手にしたと発表。さる26日の甲子園球場での阪神対ヤクルト19回戦に先発して降板後に報道陣に対し「ベンチがアホだから野球ができない」と首脳陣を批判するコメントを出し、27日、球団代表の岡崎義人が江本を呼びこの件について事情聴取したが、江本はこの席で退団を申し入れたのを球団に認められたため[70]。
- 8月29日 - 阪急の加藤英司が西宮球場での対南海後期6回戦5回表に安打を放ち、プロ通算1500安打を達成[71]。
- 8月31日 - 【MLB】カンザスシティ・ロイヤルズは監督のジム・フライを解任し、後任にニューヨーク・ヤンキース前監督のディック・ハウザーが就任したと発表[72]。

### 9月
- 9月1日 - 日本ハムの間柴茂有が後楽園球場での対近鉄後期11回戦で勝利投手となり、これで開幕から12連勝となり、1965年に南海の林俊宏のパ・リーグ記録と並ぶ[73]。
- 9月5日 - 大洋の田代富雄がナゴヤ球場での対中日24回戦4回表に25号本塁打を放ち、プロ通算150本塁打を達成[74]。
- 9月6日
  - 西武の田淵幸一が対ロッテ10回戦の9回裏に10号本塁打を放ち、プロ通算400本塁打を達成。史上7人目[75]。
  - 【MLB】ニューヨーク・ヤンキースは遠征先のカンザスシティーにて監督のジーン・マイケルを解任し、後任にボブ・レモンが就任したと発表。レモンは79年シーズン途中以来2年ぶりに監督に復帰[76]。
- 9月7日 - 日本ハムの間柴茂有が後楽園球場での対南海後期13回戦で勝利投手となり、これで開幕から13連勝のプロ野球タイ記録[77]。
- 9月9日 - 阪神の江本孟紀が午後、大阪市北区の阪神球団事務所を訪れ、任意引退の手続きを行う[78]。
- 9月11日 - 中日の大島康徳が広島球場での対広島23回戦の3回表に二塁打を打ち、プロ通算1000安打を達成[79]。
- 9月12日 - 日本ハムの江夏豊が西宮球場での対阪急後期10回戦の10回裏にリリーフ登板し、プロ通算700試合登板を達成。史上9人目[80]。
- 9月13日
  - 日本ハムの間柴茂有が西宮球場での対阪急後期11回戦に先発し、プロ野球新記録となる開幕14連勝を達成[81]。
  - 巨人は後楽園球場での対ヤクルト22回戦の五回裏に原辰徳が20号2点本塁打を打ち、これが2リーグ分立後球団通算4000本塁打となる[82]。
- 9月16日 - 中日の富田勝が神宮球場での対ヤクルト25回戦の六回表二死満塁の場面で代打で登場し、梶間健一に対しファウル14本、ボール3球と粘り、18球目を中前適時安打した[83]。
- 9月17日 - 阪急の稲葉光雄が西宮球場での対ロッテ後期12回戦に先発し完投で11勝目を挙げ、プロ通算100勝を達成。81人目[84]。
- 9月21日 - ナゴヤ球場での中日対巨人24回戦は中日が巨人を4-0で完封し、巨人は昨年8月4日対広島14回戦から続いていた連続試合得点が170試合で止まる[85]。中日の谷沢健一が一回裏に26号本塁打を打ち、前日21日の同23回戦に続いて4打席連続本塁打のプロ野球タイ記録[86]。
- 9月23日
  - セ・リーグは、2位の広島がナゴヤ球場での対中日26回戦で5-6で中日に敗れたため、巨人の77年以来4年ぶり、通算31度目のリーグ優勝が決定[87]。
  - パ・リーグは、2位の阪急が西武球場での対西武後期12回戦で3-4で西武に敗れたため、日本ハムの後期優勝が決定。73年のパの前後期制開始以来初となる[87]。
- 9月24日 - 大洋漁業社長の中部藤次郎が東京・大手町の大洋漁業本社にて記者会見し、「大洋は長島茂雄氏に対して来季の監督就任を要請した」と発表[88]。
- 9月25日 - 大洋は監督の土井淳が休養し、投手コーチの山根俊英が監督代行となることを発表[89]。

### 10月
- 10月2日 - 近鉄の監督の西本幸雄が、大阪の上本町の近鉄本社にオーナーの佐伯勇を訪ね、シーズンの報告と、健康上の問題から辞任を申し入れ、受理される[90]。
- 10月4日
  - パ・リーグは後期最終戦の西武対ロッテ戦と、前期の残り試合の近鉄対阪急ダブルヘッダーの2試合が行われ、パ・リーグの全日程が終了[91]。
  - この日日生球場で行われた近鉄対阪急のダブルヘッダーは「西本監督勇退サヨナラ試合」として内外野席が無料開放され、試合終了後、近鉄の西本幸雄監督が近鉄・阪急両ナインから胴上げされる[92]。
- 10月5日 - 巨人の河埜和正が後楽園球場での対ヤクルト26回戦に出場し、プロ通算1000試合出場を達成[93]。
- 10月6日 - 近鉄は上本町の近鉄本社にて15時より記者会見し、打撃コーチの関口清治が新監督に就任したと発表[94]。
- 10月9日 - 近鉄は野球評論家の岡本伊三美が打撃コーチに就任したと正式に発表[95]。
- 10月13日 - パ・リーグのプレーオフの第5戦が後楽園球場で行われ、日本ハムがロッテを8-4で破り、1962年の東映時代以来19年ぶり2度目、74年の球団誕生初となるパ・リーグ優勝[96]。
- 10月14日
  - 広島球場にて広島対ヤクルトの26回戦を消化し、これでセ・リーグの全日程が終了[97]。
  - 阪神の中西太監督の退団が正式に決定[98]。
  - 沢村栄治賞の選考が12時から東京・数寄屋橋のニュートーキョーにて東京運動記者クラブの沢村賞選考委員会によって行われ、巨人の西本聖が選出される[99]。
- 10月23日 - 阪神は大阪市北区のホテル阪神にて14時から記者会見し、二軍監督の安藤統男の新監督就任を発表[100]。
- 10月25日 - 日本シリーズの第6戦が後楽園球場にて行われ、巨人が日本ハムを8-1と破り対戦成績を4勝2敗として、1973年以来8年ぶり、16度目の日本一を達成[101]。
- 10月27日 - 1981年度のセ・パ両リーグの最優秀選手、最優秀新人、ベストナインを決めるプロ野球記者投票が10時から東京・銀座のコミッショナー事務局で開票。最優秀選手にセ・リーグは江川卓、パ・リーグは江夏豊が選出される。最優秀新人にセ・リーグは巨人の原辰徳、パ・リーグは西武の石毛宏典が選出される[102]。
- 10月28日 - 【MLB】ワールドシリーズのロサンゼルス・ドジャース対ニューヨーク・ヤンキースの第6戦がニューヨークのヤンキースタジアムで行われ、ドジャースが9-2でヤンキースに勝利し、1965年以来球団史上5度目のワールドチャンピオンとなる[103]。シリーズの最優秀選手にペドロ・ゲレーロ、ロン・セイ、スティーブ・イェーガーの3名[104]。
- 10月29日
  - 西武は15時から東京・池袋の球団事務所にて野球評論家の広岡達朗が監督に就任したと発表[105]。
  - ロッテの監督の山内一弘が西新宿のロッテ本社に球団社長の松井静郎を訪ね今季限りでの辞任を申し入れ了承される[106]。
- 10月31日 - ロッテの張本勲が東京・西新宿のロッテ本社に松井静郎球団社長を訪ね、現役引退を申入れ了承される[107]。

### 11月
- 11月4日 - 大洋は17時より横浜市のニューグランドホテルにて臨時株主総会を開き、球団社長の武田五郎が退任し塩谷政徳を選出、球団代表の別当薫が退任し柴山二郎を選出[108]。
- 11月6日 - 大洋は16時から横浜市のニューグランドホテルにて記者会見し、野球評論家の関根潤三が監督に就任したと正式に発表[109]。
- 11月10日 - 広島は巨人の迫丸公勝を金銭トレードで獲得したと発表[110]。
- 11月13日 - ロッテは錦糸町のロッテ会館にて近鉄の一軍打撃コーチの山本一義が監督に就任したと正式に発表[111]。
- 11月17日 - パ・リーグ選手会を代表して西武・山崎裕之とロッテ・村田兆治が午後、東京・銀座のパ・リーグ連盟事務所を訪れ「選手会は1シーズン制の復活を強く希望する」との要望書を提出[112]。
- 11月19日 - パ・リーグ理事会が午後、東京・銀座のコミッショナー事務局にて行われ、来シーズンも前後期の2シーズン制を実施すると決定[113]。
- 11月25日 - 1981年度プロ野球新人選択会議が11時から東京・九段下のホテルグランドパレスにて行われ、大府高校の槙原寛己は巨人、報徳学園の金村義明は近鉄、また西武の球団職員で所沢高校定時4年生の伊東勤は西武がそれぞれ交渉権を獲得[114]。
- 11月28日 - 中日はレイ・コージ、志賀正浩、大島秀晃の自由契約と関東孝雄の任意引退を発表。関東はスカウトに就任する[115]。
- 11月30日
  - 巨人は木下透、松本基淳、中田好彦を自由契約にしたと発表[116]。
  - ヤクルトは山下慶徳、勝亦治、有沢賢持を任意引退選手に、大山定雄、大田一徳、野村克晃を自由契約とした[117]。

### 12月
- 12月7日 - プロ野球オーナー会議が東京・九段下のホテルグランドパレスにて開かれ、プロ野球の各本拠地球場へ下田武三コミッショナー名で「球場の広さを野球規則に則り統一するように」との要望書を出すことで合意した[118]。
- 12月11日 - 大韓民国でプロ野球創立総会が開かれ、プロリーグ発足が決定した。
- 12月21日 - 近鉄はシンシナチ・レッズAAAのインディアナポリス・インディアンスのローレンス・ウォルフの入団を発表[119]。
- 12月24日 - パ・リーグ理事会が東京・銀座の連盟事務所で開かれ、定年で退任した久喜勲審判部長に代わり、斎田忠利を審判部長に選出。来年の理事長に日本ハム球団代表の三原脩を選出した[120]。

## 誕生

### 1月
- 1月8日 - ジェフ・フランシス
- 1月11日 - 土居龍太郎
- 1月13日 - ダレル・ラズナー
- 1月18日 - 實松一成
- 1月25日 - 許竹見
- 1月30日 - 久保田智之
- 1月31日 - 森本稀哲

### 2月
- 2月4日 - トム・マストニー
- 2月16日 - ロドリゴ宮本
- 2月18日 - 矢口哲朗
- 2月18日 - アレックス・リオス
- 2月21日 - 和田毅
- 2月23日 - ホセ・アンヘル・ガルシア
- 2月28日 - ブライアン・バニスター

### 3月
- 3月3日 - 沈鈺傑
- 3月4日 - 酒井順也
- 3月9日 - リッキー・バレット
- 3月11日 - 潘武雄
- 3月12日 - 井生崇光
- 3月13日 - マイク・アビレス
- 3月14日 - ボビー・ジェンクス
- 3月16日 - カーティス・グランダーソン
- 3月17日 - 館山昌平
- 3月19日 - ホセ・カスティーヨ
- 3月20日 - 衣川篤史
- 3月23日 - 加藤健
- 3月25日 - 林恩宇
- 3月25日 - 陽森
- 3月26日 - 妹尾軒作
- 3月28日 - 石川雅実
- 3月30日 - 工藤隆人

ここまでの選手については松坂世代も参照

### 4月
- 4月3日 - ライアン・ドゥーミット
- 4月5日 - ホルヘ・デラロサ
- 4月8日 - 呉本成徳
- 4月8日 - 山崎敏
- 4月8日 - 山本賢寿
- 4月9日 - A.J.エリス
- 4月9日 - クリス・スミス
- 4月9日 - デニス・サファテ
- 4月10日 - 上野弘文
- 4月11日 - 鶴岡慎也
- 4月12日 - 岩隈久志
- 4月12日 - 新里賢
- 4月14日 - 岩舘学
- 4月16日 - 七野智秀
- 4月18日 - 中本和希
- 4月19日 - 比嘉寿光
- 4月28日 - ヨスラン・エレラ

### 5月
- 5月1日 - 林英傑
- 5月1日 - マニー・アコスタ
- 5月4日 - 裵英洙
- 5月6日 - 中村公治
- 5月7日 - 長崎元
- 5月9日 - ビル・マーフィー
- 5月10日 - 岸田護
- 5月10日 - 徐錚
- 5月12日 - 細見直樹
- 5月15日 - 鈴木寛樹
- 5月15日 - ジャスティン・モルノー
- 5月16日 - 野口祥順
- 5月20日 - 新井亮司
- 5月20日 - 岡本篤志
- 5月20日 - 田中賢介
- 5月20日 - 藤井淳志
- 5月21日 - ジョシュ・ハミルトン
- 5月26日 - ベン・ゾブリスト
- 5月28日 - ダニエル・カブレラ
- 5月31日 - ジェイク・ピービー

### 6月
- 6月1日 - 石川賢 (1981年生の投手)
- 6月1日 - カルロス・ザンブラーノ
- 6月3日 - 川﨑宗則
- 6月5日 - 松村豊司
- 6月5日 - 眞山龍
- 6月8日 - 條辺剛
- 6月8日 - 末永真史
- 6月11日 - 朝倉健太
- 6月15日 - 大島裕行
- 6月16日 - ジョー・ソーンダース
- 6月21日 - ギャレット・ジョーンズ
- 6月26日 - 鳥谷敬
- 6月28日 - ブランドン・フィリップス

### 7月
- 7月4日 - 石井裕也
- 7月5日 - ジェシー・クレイン
- 7月7日 - 塀内久雄
- 7月9日 - 覚前昌也
- 7月9日 - 南竜介
- 7月11日 - ブレイン・ボイヤー
- 7月14日 - 古谷拓哉
- 7月20日 - 由田慎太郎
- 7月24日 - 野村宏之
- 7月31日 - 糸井嘉男
- 7月31日 - アダム・バス

### 8月
- 8月2日 - 朱尉銘
- 8月3日 - 岡本浩二
- 8月5日 - カール・クロフォード
- 8月6日 - 村西哲幸
- 8月11日 - 森山周
- 8月13日 - ランディ・メッセンジャー
- 8月15日 - オリバー・ペレス
- 8月19日 - 福沢卓宏
- 8月24日 - トム・ブライス
- 8月27日 - 南和彰
- 8月30日 - アダム・ウェインライト
- 8月31日 - ラモン・ラミレス (1981年生の投手)

### 9月
- 9月9日 - 川島亮
- 9月10日 - キャメロン・ロー
- 9月15日 - 佐々木貴賀
- 9月19日 - スコット・ベイカー (右投手)
- 9月22日 - 苫米地鉄人
- 9月22日 - アレクセイ・ラミレス
- 9月29日 - 藤崎大輔

### 10月
- 10月2日 - 宮本大輔
- 10月3日 - マット・マートン
- 10月5日 - 筒井和也
- 10月5日 - 中東直己
- 10月13日 - 嶋村一輝
- 10月16日 - 郭岱琦
- 10月28日 - 田中一徳
- 10月29日 - 小松聖
- 10月29日 - 吉原道臣
- 10月31日 - マイク・ナポリ

### 11月
- 11月3日 - 正田樹
- 11月4日 - 脇谷亮太
- 11月13日 - 髙谷裕亮
- 11月13日 - 吉川輝昭
- 11月16日 - 高山久
- 11月26日 - 青木高広
- 11月30日 - リッチ・ハーデン

### 12月
- 12月4日 - 金子洋平
- 12月4日 - 高宮和也
- 12月6日 - 牛田成樹
- 12月6日 - 佐藤賢
- 12月8日 - 馬原孝浩
- 12月14日 - ショーン・マーカム
- 12月16日 - ナタナエル・マテオ
- 12月20日 - ジェームズ・シールズ
- 12月22日 - 迎祐一郎
- 12月25日 - ウィリー・タベラス
- 12月26日 - オマー・インファンテ

## 死去
- 2月18日 - 藤本定義（*1904年）
- 5月6日 - 浜崎真二（*1901年）
- 5月23日 - 畑福俊英（*1913年）
- 6月22日 - 加藤喜作（*1908年）
- 7月23日 - 工藤信一良（*1906年）
- 8月22日 - 田川豊（*1918年）
- 9月6日 - エディ・エインスミス（*1890年）
- 10月25日 - ピート・ライザー（*1919年）
- 11月9日 - 山川武範（*1922年）
- 12月18日 - 桝嘉一（*1908年）